# Lista de personagens de Violetta
Abaixo está a lista de personagens de Violetta, telenovela argentina produzida pelo Disney Channel América Latina, em três temporadas.

## Elenco Principal
| Pais      | Ator                      | Personagem                 | Temporada 1               | Temporada 1               | Temporada 2               | Temporada 2               | Temporada 3               | Temporada 3               | Temporada 3               | Temporada 3               |
| Pais      | Ator                      | Personagem                 | Parte 1                   | Parte 2                   | Parte 1                   | Parte 2                   | Parte 1                   | Parte 2                   | Parte 3                   | Parte 4                   |
| --------- | ------------------------- | -------------------------- | ------------------------- | ------------------------- | ------------------------- | ------------------------- | ------------------------- | ------------------------- | ------------------------- | ------------------------- |
| Argentina | Martina Stoessel          | Violetta "Vilu" Castilho   | Protagonista              | Protagonista              | Protagonista              | Protagonista              | Protagonista              | Protagonista              | Protagonista              | Protagonista              |
| Argentina | Diego Ramos               | German Castilho            | Protagonista              | Protagonista              | Protagonista              | Protagonista              | Protagonista              | Protagonista              | Protagonista              | Protagonista              |
| México    | Jorge Blanco              | León Vargas                | Protagonista              | Protagonista              | Protagonista              | Protagonista              | Protagonista              | Protagonista              | Protagonista              | Protagonista              |
| Espanha   | Pablo Espinosa            | Tomás Heredia              | Protagonista              | Protagonista              | Ausente                   | Ausente                   | Ausente                   | Ausente                   | Ausente                   | Ausente                   |
| Argentina | Mercedes Lambre           | Ludmila Ferro              | Antagonista               | Antagonista               | Antagonista               | Antagonista               | Antagonista               | Antagonista               | Protagonista              | Protagonista              |
| Itália    | Lodovica Comello          | Francesca "Fran" Cauviglia | Co-Protagonista Principal | Co-Protagonista Principal | Co-Protagonista Principal | Co-Protagonista Principal | Co-Protagonista Principal | Co-Protagonista Principal | Co-Protagonista Principal | Co-Protagonista Principal |
| Argentina | Candelaria Molfese        | Camila Torres              | Co-Protagonista Principal | Co-Protagonista Principal | Co-Protagonista Principal | Co-Protagonista Principal | Co-Protagonista Principal | Co-Protagonista Principal | Co-Protagonista Principal | Co-Protagonista Principal |
| Argentina | Clara Alonso              | Ángeles "Angie" Carrará    | Co-Protagonista Principal | Co-Protagonista Principal | Co-Protagonista Principal | Co-Protagonista Principal | Co-Protagonista Principal | Co-Protagonista Principal | Co-Protagonista Principal | Co-Protagonista Principal |
| Argentina | Facundo Gambandé          | Maximiliano "Maxi" Ponte   | Co-Protagonista           | Co-Protagonista           | Co-Protagonista           | Co-Protagonista           | Co-Protagonista           | Co-Protagonista           | Co-Protagonista           | Co-Protagonista           |
| Argentina | Nicolás Garnier           | Andrés Calixto             | Co-Protagonista           | Co-Protagonista           | Co-Protagonista           | Co-Protagonista           | Co-Protagonista           | Co-Protagonista           | Co-Protagonista           | Co-Protagonista           |
| Espanha   | Diego Domínguez           | Diego Hernández            | Ausente                   | Ausente                   | Antagonista               | Co-Protagonista           | Co-Protagonista           | Co-Protagonista           | Co-Protagonista           | Co-Protagonista           |
| Espanha   | Alba Rico                 | Natalia "Naty" Vidal       | Co-Antagonista Principal  | Co-Protagonista           | Co-Protagonista           | Co-Protagonista           | Co-Protagonista           | Co-Protagonista           | Co-Protagonista           | Co-Protagonista           |
| Brasil    | Samuel Nascimento         | Broduey Silva              | Ausente                   | Co-Protagonista           | Co-Protagonista           | Co-Protagonista           | Co-Protagonista           | Co-Protagonista           | Co-Protagonista           | Co-Protagonista           |
| Itália    | Ruggero Pasquarelli       | Federico Paccini           | Ausente                   | Secundário                | Ausente                   | Secundário                | Co-Protagonista           | Co-Protagonista           | Co-Protagonista           | Co-Protagonista           |
| Argentina | Mirta Wons                | Olga Patricia Peña         | Co-Protagonista           | Co-Protagonista           | Co-Protagonista           | Co-Protagonista           | Co-Protagonista           | Co-Protagonista           | Co-Protagonista           | Co-Protagonista           |
| Argentina | Alfredo Allende           | Lisandro Ramallo           | Co-Protagonista           | Co-Protagonista           | Co-Protagonista           | Co-Protagonista           | Co-Protagonista           | Co-Protagonista           | Co-Protagonista           | Co-Protagonista           |
| Argentina | Pablo Sultani             | Roberto "Beto" Benvenuto   | Co-Protagonista           | Co-Protagonista           | Co-Protagonista           | Co-Protagonista           | Co-Protagonista           | Co-Protagonista           | Co-Protagonista           | Co-Protagonista           |
| Argentina | Ezequiel Rodríguez        | Pablo Galindo              | Co-Protagonista           | Co-Protagonista           | Co-Protagonista           | Co-Protagonista           | Co-Protagonista           | Co-Protagonista           | Co-Protagonista           | Co-Protagonista           |
| Argentina | Rodrigo Pedreira          | Gregorio Casal             | Co-Antagonista Principal  | Co-Antagonista Principal  | Co-Antagonista Principal  | Co-Protagonista           | Co-Protagonista           | Co-Protagonista           | Co-Protagonista           | Co-Protagonista           |
| Argentina | Florencia Benítez         | Jade LaFontaine            | Antagonista               | Antagonista               | Antagonista               | Antagonista               | Antagonista               | Antagonista               | Antagonista               | Antagonista               |
| Argentina | Joaquín Berthold          | Matías LaFontaine          | Co-Antagonista Principal  | Co-Antagonista Principal  | Co-Antagonista Principal  | Co-Antagonista Principal  | Co-Antagonista Principal  | Co-Antagonista Principal  | Co-Antagonista Principal  | Co-Antagonista Principal  |
| Itália    | Simone Lijoi              | Luca Cauviglia             | Co-Protagonista           | Co-Protagonista           | Ausente                   | Ausente                   | Ausente                   | Ausente                   | Ausente                   | Ausente                   |
| Ucrânia   | Artur Logunov             | Braco                      | Co-Protagonista           | Co-Protagonista           | Ausente                   | Ausente                   | Ausente                   | Ausente                   | Ausente                   | Ausente                   |
| Argentina | Rodrigo Velilla           | Napoleón "Napo" Ferro      | Co-Protagonista           | Co-Protagonista           | Ausente                   | Ausente                   | Ausente                   | Ausente                   | Ausente                   | Ausente                   |
| Argentina | Alberto Fernández de Rosa | Antonio Fernández Vallejo  | Co-Protagonista           | Co-Protagonista           | Co-Protagonista           | Co-Protagonista           | Secundário                | Ausente                   | Ausente                   | Ausente                   |
| México    | Xabiani Ponce De León     | Marco Tavelli              | Ausente                   | Ausente                   | Co-Protagonista           | Co-Protagonista           | Co-Protagonista           | Ausente                   | Ausente                   | Ausente                   |
| Argentina | Valeria Baroni            | Lara Jiménez               | Ausente                   | Ausente                   | Co-Antagonista            | Co-Antagonista            | Ausente                   | Ausente                   | Ausente                   | Ausente                   |
| Argentina | Carla Pandolfi            | Esmeralda Di Pietro        | Ausente                   | Ausente                   | Co-Antagonista            | Co-Antagonista            | Ausente                   | Ausente                   | Ausente                   | Ausente                   |
| Argentina | Valentina Frione          | Jacqueline "Jackie" Saenz  | Ausente                   | Ausente                   | Co-Antagonista            | Co-Antagonista            | Ausente                   | Ausente                   | Ausente                   | Ausente                   |
| México    | Macarena Miguel           | Gery López                 | Ausente                   | Ausente                   | Ausente                   | Ausente                   | Co-Antagonista            | Co-Antagonista            | Co-Antagonista            | Co-Antagonista            |
| França    | Damien Lauretta           | Clement Galan / Alex       | Ausente                   | Ausente                   | Ausente                   | Ausente                   | Co-Antagonista            | Co-Antagonista            | Co-Antagonista            | Co-Protagonista           |
| Argentina | Florencia Ortiz           | Priscila Ferro             | Ausente                   | Ausente                   | Ausente                   | Ausente                   | Antagonista               | Antagonista               | Antagonista               | Antagonista               |
| Brasil    | Rodrigo Frampton          | Milton Vinícius            | Ausente                   | Ausente                   | Ausente                   | Ausente                   | Co-Antagonista            | Co-Antagonista            | Ausente                   | Ausente                   |
| Argentina | Diego Alcalá              | Marotti                    | Ausente                   | Secundário                | Secundário                | Secundário                | Co-Protagonista           | Co-Protagonista           | Co-Protagonista           | Co-Protagonista           |
| Argentina | Nacho Gadano              | Nicolás "Nico" Galan       | Ausente                   | Ausente                   | Ausente                   | Ausente                   | Co-Protagonista           | Co-Protagonista           | Co-Protagonista           | Co-Protagonista           |

## Elenco Secundário

### Resumo
| País      | Ator              | Personagem           | Temporada  | Temporada  | Temporada  |
| País      | Ator              | Personagem           | 1ª         | 2ª         | 3ª         |
| --------- | ----------------- | -------------------- | ---------- | ---------- | ---------- |
| Espanha   | Lucía Gil         | Elena "Lena" Vidal   | Recorrente | Recorrente | Recorrente |
| Argentina | Germán Tripel     | Rafael "Rafa" Palmer | Recorrente | Ausente    | Ausente    |
| Argentina | Nilda Raggi       | Angélica Carrará     | Recorrente | Ausente    | Ausente    |
| Argentina | Nicole Luis       | Laura Calixto        | Recorrente | Ausente    | Ausente    |
| Argentina | Javier Niklison   | Jacinto Lafontaine   | Recorrente | Ausente    | Ausente    |
| México    | Gerardo Velázquez | Dionisio Juárez "DJ" | Ausente    | Recorrente | Ausente    |
| México    | Justina Bustos    | Ana                  | Ausente    | Recorrente | Ausente    |

### Personagens
- Elena Vidal interpretada por Lucía Gil (Temporada 1-2-3)

Irmã mais nova de Nathália. Na Temporada 3, se torna a nova estrela do YouMix.
- Dionisio Juárez interpretado por Gerardo Velázquez (Temporada 2)

Ele é mexicano e fã dos caras no Studio On Beat que conheceu o webshow de realidade. Ele ganhou um concurso de Youmix e chega ao estúdio para ver o desempenho dos alunos. Também tem um blog "A campanha fofoqueira", onde tem todas as suas experiências. Ele se sente atraído por Camila e vai tentar conquistá-la. Falha no exame de admissão para o estúdio, torna-se o assistente de Roberto.
- Rafael Palmer interpretado por Germán Tripel (Temporada 1)

É uma estrela global, que se formou o estúdio 21. É atraído por Angeles e procurando o caminho para conquistá-la.
- Angélica Carrará interpretada por Nilda Raggi (Temporada 1)

É a avó de Violetta e a mãe de Angeles. Ela quer dizer toda a verdade à sua neta para recuperá-la.
- Ana interpretada por Justina Bastos (Temporada 2)

Ana é ex-namorada de Marco do México. Ela veio ao studio On Beat como parte de um programa de intercâmbio. Ela às vezes pode ser boa, mas ele mente para dividir Marco e Francesca. Ela tenta tornar-se bons amigos com Francesca e lhe dizer mentiras sobre Marco, para que ela e Marco voltem a ficar juntos.
- Jacinto Lafontaine interpretado por Javier Niklison (Temporada 1)

Jacinto é um criminoso, atualmente em fuga depois de roubar milhões de dólares de Germán. Ele também é pai de Jade e Matias. Jacinto é um homem muito enganoso e astucioso. Ele mente para Jade e Matias várias vezes, e ele roubou milhões de dólares de Germán. Ele é mostrado para ter uma raiva cruel, e constantemente zomba e engana Matias.
- Laura Calixto interpretada por Nicole Luis (Temporada 1)

Ela é a irmã de Andrés. É inocente e angelical. Será, a seu tempo, o interesse amoroso de Maximiliano.

## Estrelas Convidadas

### Resumo
| País           | Ator e Personagem | 1ª Temporada | 2ª Temporada | 3ª Temporada |
| -------------- | ----------------- | ------------ | ------------ | ------------ |
| Brasil         | College 11        | Participação | Participação | Ausente      |
| Argentina      | Juán Ciancio      | Participação | Participação | Participação |
| Argentina      | Guido Penelli     | Participação | Participação | Participação |
| Argentina      | Gastón Vietto     | Participação | Participação | Participação |
| Argentina      | Franco Masini     | Participação | Ausente      | Ausente      |
| Argentina      | Lucía Pecrul      | Participação | Ausente      | Ausente      |
| Espanha        | Mario Moscoso     | Participação | Ausente      | Ausente      |
| Estados Unidos | Bridgit Mendler   | Ausente      | Participação | Ausente      |
| Estados Unidos | R5                | Ausente      | Ausente      | Participação |